# Exocentrus ravillus
Exocentrus ravillus là một loài bọ cánh cứng trong họ Cerambycidae.